# Okljuk (krivulja)
Okljúk ali serpentína je v matematiki ravninska krivulja v kartezičnem koordinatnem sistemu (x, y) določena kot:
{\displaystyle y={\frac {a^{2}x}{ab+x^{2}}},\quad {\hbox{pri}}\ ab>0,x\in \mathbb {R} \!\,.}
Parametrično je določena z:
{\displaystyle x=a\cot t\!\,,}
{\displaystyle y=b\sin t\,\cos t\!\,,}
implicitno pa kot:
{\displaystyle x^{2}y+aby-a^{2}x=0\!\,.}
Okljuke sta raziskovala de l'Hôpital in Huygens leta 1692. Imenoval in klasificiral jih je Newton leta 1701. 
Poseben primer je Newtonova serpentina pri {\displaystyle a=b=1}:
{\displaystyle y={\frac {x}{1+x^{2}}}\!\,}